# Gare de Joinville
Gare de Joinville vasútállomás Franciaországban, Joinville településen.

## Vasútvonalak
Az állomást az alábbi vasútvonalak érintik:
- Blesme-Haussignémont-Chaumont-vasútvonal

## Kapcsolódó állomások
A vasútállomáshoz az alábbi állomások vannak a legközelebb:
- Gare de Saint-Dizier
- Gare de Fronville - Saint-Urbain
- Gare de Chevillon
- Gare de Donjeux